# Dorset Blue Vinney
Dorset Blue Vinney is een harde blauwschimmelkaas uit de omgeving van Dorset in Engeland. De kaas was eeuwenlang een veel gemaakte boerenkaas in Dorset. Rond 1970 kwam een eind aan de productie. In de jaren tachtig werd de productie volgens oud recept hervat.